# Meymun Baz
Meymun Baz (en persan : ميمون باز romanisé en Meymūn Bāz) est un village de la province de Kermanshah en Iran. Lors du recensement de 2006, sa population était de 51 habitants pour 11 familles.